# دوري كرة القدم السلوفيني الدرجة الثالثة 2010–11
دوري كرة القدم السلوفيني الدرجة الثالثة 2010–11 هو موسم من دوري كرة القدم السلوفيني الدرجة الثالثة ‏. فاز فيه NK Odranci ‏.